# Tommy Portimo
 (septembre 2007).
Tommy Portimo (né le 5 septembre 1981 à Kemi) est le batteur du groupe de power metal finlandais Sonata Arctica. Il joue sur une batterie de la marque PEARL.
Pour les quatre premiers albums du groupe, Portimo utilisait des motifs assez répétitifs avec la double pédale. Avec Unia, le cinquième album du groupe, les choses changent, et Portimo joue des rythmes beaucoup plus compliqués.